# 三葉蜜茱萸
三葉蜜茱萸（学名：Melicope triphylla）为芸香科蜜茱萸屬的植物。

## 分布
本物種分布於印度阿薩姆邦、柬埔寨、寮國、緬甸、新幾內亞、菲律賓、台灣、萬那杜、新喀里多尼亞、琉球群島等地。

## 别名
假三腳鱉、假山脚鳖、蘭嶼三刈葉、三葉吳萸、墨脱吳萸